# Дискография A-ha
Дискография норвежской группы A-ha насчитывает 11 студийных альбомов, 6 мини-альбомов, 39 синглов, 6 видеоальбомов, 2 концертных альбома, 11 сборников.
Дебютный альбом коллектива Hunting High and Low, принесший ему всемирную популярность, был выпущен в 1985 году. Он достиг первого места в Швеции, Норвегии и Новой Зеландии, став одним из самых продаваемых альбомов 1986 года. В США ему присвоили платиновый статус, в Великобритании — трижды платиновый. Дебютный сингл A-ha «Take on Me» возглавил американский хит-парад Billboard Hot 100, что стало самым высоким достижением группы в этом чарте, кроме того, он покорил чарты Швейцарии, Австрии, Норвегии, Нидерландов, Бельгии, Швеции и Германии.
Второй студийный альбом Scoundrel Days, вышедший в 1986 году, получил платиновый сертификат в Швейцарии. Сингл «I've Been Losing You» возглавлял норвежский хит-парад четыре недели подряд.
Третий студийный альбом, Stay on These Roads, был успешным и по коммерческим показателям превзошёл своих предшественников, а также стал платиновым в Бразилии, во Франции дважды платиновым.
Четвёртый студийный альбом East of the Sun, West of the Moon вышел в 1990 году. Он не был успешен в Великобритании, но тем не менее в Германии, Бразилии, Швейцарии и Франции получил золотой статус.
Кавер-версия группы The Everly Brothers — «Crying in the Rain» в исполнении A-ha занимала первое место в Норвегии 7 недель.
Пятый альбом Memorial Beach вышел в 1993 году.
Спустя семь лет, в 2000 году A-ha выпустили шестой альбом Minor Earth Major Sky. Сингл «Summer Moved On» возглавил норвежский чарт.
Седьмой альбом Lifelines был издан в 2002 году. Основные синглы из альбома — «Forever Not Yours» и «Lifelines» попали в норвежский чарт, но лишь «Forever Not Yours» возглавил его.
Восьмой альбом Analogue, изданный музыкантами в 2005 году, занял первую позицию в норвежском чарте.
Девятый альбом Foot of the Mountain (2009) возглавил хит-парад Германии. В этой же стране он стал платиновым.
Десятый альбом Cast in Steel, выпущенный в 2015 году, занял восьмое место в британском чарте (UK Albums Chart), разошедшись тиражом 7,828 копий в первую неделю. Также он стал шестым альбомом группы, вошедшим в первую десятку хит-парада Великобритании, достиг четвертого места в немецком чарте (German Albums Chart) и занял 99 место в списке лучших продаж альбомов 2015 года.
A-ha продали свыше 36 миллионов экземпляров своих альбомов и 15 миллионов синглов по всему миру. Также A-ha выиграли множество наград от MTV Video Music Awards, их клип на композицию «Take on Me» победил в таких номинациях как: «Лучшее видео дебютанта», «Лучшее концептуальное видео», «Лучшая постановка», «Most Experimental Video», «Лучшие спецэффекты» и «Viewer’s Choice». Видеоклип на песню «The Sun Always Shines on TV» получил награду в номинации «Лучший монтаж».

## Студийные альбомы
| 1985                                      | Hunting High and Low - Релиз: 31 мая 1985 - Лейбл: Warner Bros. Records - Форматы: LP, CD, CS, ЦД              | 1 | 15 | 18 | —  | —  | 2  | 27 | 10 | — | 17 | 9  | 11 | 1  | 15  | —  | 10 | 1  | 7   | Список - : Платиновый - : 3х Платиновый - : 3х Золотой - : Золотой - : Платиновый - : Золотой - : Золотой |
| 1986                                      | Scoundrel Days - Релиз: 6 октября 1986 - Лейбл: Warner Bros. Records - Форматы: LP, CD, CS, ЦД                 | 1 | 17 | 9  | —  | —  | 2  | —  | 4  | 3 | 11 | 19 | 6  | 4  | 74  | —  | 6  | 11 | 7   | Список - : Платиновый - : Платиновый - : Платиновый - : Платиновый - : Платиновый                         |
| 1988                                      | Stay on These Roads - Релиз: 1 мая 1988 - Лейбл: Warner Bros. Records - Форматы: LP, CD, CS                    | 1 | —  | 9  | —  | —  | 2  | —  | 4  | — | 2  | 55 | 5  | 36 | 148 | —  | 6  | 10 | —   | Список - : Золотой - : Золотой - : Платиновый - : Платиновый - : Золотой - : Платиновый                   |
| 1990                                      | East of the Sun, West of the Moon - Релиз: 22 октября 1990 - Лейбл: Warner Bros. Records - Форматы: LP, CD, CS | 1 | —  | 23 | —  | —  | 12 | 19 | 6  | — | —  | 37 | 20 | —  | —   | —  | 16 | 35 | —   | Список - : Серебряный - : Золотой - : Золотой - : Золотой - : Золотой                                     |
| 1993                                      | Memorial Beach - Релиз: 14 июня 1993 - Лейбл: Warner Bros. Records - Форматы: LP, CD, CS                       | 1 | —  | —  | —  | —  | 17 | —  | 17 | — | —  | —  | —  | —  | —   | —  | 39 | 39 | 27  | |
| 2000                                      | Minor Earth Major Sky - Релиз: 17 июля 2000 - Лейбл: Warner Bros. Records - Форматы: CD, CS                    | 1 | —  | 4  | —  | 22 | 27 | 7  | 1  | 3 | —  | —  | 55 | —  | —   | 41 | 3  | 36 | 53  | Список - : Платиновый - : Золотой - : Золотой                                                             |
| 2002                                      | Lifelines - Релиз: 2 апреля 2002 - Лейбл: Warner Bros. Records - Форматы: CD, CS                               | 1 | —  | 2  | —  | —  | 67 | 29 | 1  | 5 | —  | —  | 92 | —  | —   | 30 | 6  | 21 | 99  | Список - : Золотой                                                                                        |
| 2005                                      | Analogue - Релиз: 4 ноября 2005 - Лейбл: Polydor Records - Форматы: CD (+ DVD), ЦД                             | 1 | —  | 18 | 98 | 63 | 24 | —  | 6  | — | —  | —  | 50 | —  | —   | 60 | 21 | —  | 226 | Список - : Серебряный                                                                                     |
| 2009                                      | Foot of the Mountain - Релиз: 19 июня 2009 - Лейбл: We Love Music - Форматы: CD + (DVD)                        | 2 | —  | 11 | —  | —  | 5  | —  | 1  | 8 | —  | —  | 83 | —  | —   | —  | 12 | 45 | 134 | Список - : Платиновый - : Серебряный - : Платиновый                                                       |
| 2015                                      | Cast in Steel - Релиз: 4 сентября 2015 - Лейбл: - Форматы: CD                                                  | 2 | —  | 13 | 35 | 24 | 8  | 38 | 4  | — | —  | —  | 5  | —  | —   | 84 | 9  | —  | —   | |
| 2022                                      | True North - Релиз: 21 октября 2022 - Лейбл: RCA Local - Форматы: CD, web                                      |   |    |    |    |    |    |    |    |   |    |    |    |    |     |    |    |    |     | |
| «—» означает, что альбом не попал в чарт. | |   |    |    |    |    |    |    |    |   |    |    |    |    |     |    |    |    |     | |

## Концертные альбомы
| Год                                       | Название | Высшие позиции в хит-парадах | Высшие позиции в хит-парадах | Высшие позиции в хит-парадах | Высшие позиции в хит-парадах | Высшие позиции в хит-парадах | Высшие позиции в хит-парадах | Высшие позиции в хит-парадах | Высшие позиции в хит-парадах | Высшие позиции в хит-парадах | Высшие позиции в хит-парадах | Высшие позиции в хит-парадах |
| Год                                       | Название | НОР                          | АВТ                          | БЕЛ                          | БЕЛ                          | ВЕЛ                          | ГЕР                          | ИСП                          | НИД                          | РОФ                          | ФРА                          | ШВА                          |
| ----------------------------------------- | --- | ---------------------------- | ---------------------------- | ---------------------------- | ---------------------------- | ---------------------------- | ---------------------------- | ---------------------------- | ---------------------------- | ---------------------------- | ---------------------------- | ---------------------------- |
| 2003                                      | How Can I Sleep with Your Voice in My Head - Релиз: 25 марта 2003 - Лейбл: Warner Bros. Records - Форматы: 2xCD, ЦД                                                                   | 4                            | 73                           | —                            | —                            | —                            | 8                            | —                            | —                            | —                            | 88                           | 36                           |
| 2011                                      | Ending on a High Note — The Final Concert (Live at Oslo Spektrum December 4th, 2010) - Релиз: 1 апреля 2011 - Лейблы: We Love Music, Universal Music Group - Форматы: 2xCD (+DVD), ЦД | 3                            | 61                           | 87                           | 70                           | 43                           | 3                            | 92                           | 72                           | 24                           | —                            | 52                           |
| 2017                                      | Summer Solstice (MTV Unplugged) - Релиз: 6 октября 2017 - Лейбл: Ocean Sound Recordings - Форматы: 2xCD, ЦД                                                                           | 14                           | 14                           | 93                           | 35                           | 98                           | 3                            | 76                           | 98                           | —                            | 100                          | 20                           |
| «—» означает, что альбом не попал в чарт. | |                              |                              |                              |                              |                              |                              |                              |                              |                              |                              |                              |

## Сборники
| Год                                        | Название | Высшие позиции в хит-парадах | Высшие позиции в хит-парадах | Высшие позиции в хит-парадах | Высшие позиции в хит-парадах | Высшие позиции в хит-парадах | Высшие позиции в хит-парадах | Высшие позиции в хит-парадах | Высшие позиции в хит-парадах | Высшие позиции в хит-парадах | Высшие позиции в хит-парадах | Высшие позиции в хит-парадах | Высшие позиции в хит-парадах | Высшие позиции в хит-парадах | Высшие позиции в хит-парадах | Высшие позиции в хит-парадах | Сертификации                                                                            |
| Год                                        | Название | НОР                          | АВТ                          | БЕЛ                          | БЕЛ                          | ВЕЛ                          | ВЕН                          | ГЕР                          | ДАН                          | ЕВР                          | ИСП                          | НИД                          | РОФ                          | ШВА                          | ШВЕ                          | ЯПО                          | Сертификации                                                                            |
| ------------------------------------------ | --- | ---------------------------- | ---------------------------- | ---------------------------- | ---------------------------- | ---------------------------- | ---------------------------- | ---------------------------- | ---------------------------- | ---------------------------- | ---------------------------- | ---------------------------- | ---------------------------- | ---------------------------- | ---------------------------- | ---------------------------- | --------------------------------------------------------------------------------------- |
| 1989                                       | On Tour in Brazil - Релиз: 1989 - Лейбл: Warner Bros. Records - Форматы: LP, CD, CS                                | —                            | —                            | —                            | —                            | —                            | —                            | —                            | —                            | —                            | —                            | —                            | —                            | —                            | —                            | —                            | Список - : Платиновый                                                                   |
| 1991                                       | Best in Brazil - Релиз: 1991 - Лейбл: Warner Bros. Records - Форматы: LP, CD, CS                                   | —                            | —                            | —                            | —                            | —                            | —                            | —                            | —                            | —                            | —                            | —                            | —                            | —                            | —                            | —                            | Список - : Золотой                                                                      |
| 1991                                       | Headlines and Deadlines — The Hits of A-ha - Релиз: 1991 - Лейбл: Warner Bros. Records - Форматы: LP, CD, CS       | 9                            | 32                           | —                            | 45                           | 12                           | —                            | 26                           | —                            | —                            | —                            | 28                           | —                            | 40                           | 47                           | 16                           | Список - : Платиновый - : Платиновый - : Платиновый - : Золотой - : Золотой - : Золотой |
| 1992                                       | The Best - Релиз: 25 марта 1992 - Лейбл: Hee Jee Records & Trading CO, Ltd - Формат: LP                            | —                            | —                            | —                            | —                            | —                            | —                            | —                            | 19                           | —                            | —                            | —                            | —                            | —                            | —                            | —                            |                                                                                         |
| 2004                                       | The Singles: 1984—2004 - Релиз: 29 ноября 2004 - Лейбл: Warner Bros. Records - Формат: CD                          | 4                            | —                            | —                            | —                            | —                            | —                            | 49                           | —                            | —                            | —                            | —                            | —                            | —                            | 8                            | —                            | Список - : Золотой                                                                      |
| 2005                                       | The Definitive Singles Collection 1984–2004 - Релиз: 2005 - Лейбл: Warner Bros. Records - Формат: CD               | —                            | —                            | —                            | —                            | 14                           | —                            | —                            | —                            | —                            | —                            | —                            | —                            | —                            | —                            | —                            | Список - : Золотой                                                                      |
| 2005                                       | Trilogy: Three Classic Albums - Релиз: 5 декабря 2005 - Лейблы: Warner Bros. Records, Rhino Records - Формат: 3хCD | —                            | —                            | —                            | —                            | —                            | —                            | —                            | —                            | —                            | —                            | —                            | —                            | —                            | —                            | —                            |                                                                                         |
| 2009                                       | Best of - Релиз: 2009 - Релиз: Январь 2009 - Лейбл: Universal - Формат: CD                                         | —                            | —                            | —                            | —                            | —                            | —                            | —                            | —                            | —                            | —                            | —                            | —                            | —                            | —                            | —                            |                                                                                         |
| 2010                                       | 25 - Релиз: 19 июля 2010 - Лейбл: Rhino Records/Warner Bros. Records - Форматы: 2xCD (+DVD)                        | 6                            | 9                            | 87                           | 35                           | 10                           | 34                           | 2                            | 27                           | 76                           | 55                           | 73                           | 8                            | 6                            | —                            | 203                          | Список - : Платиновый - : Серебряный - : 2х Платиновый                                  |
| 2011                                       | Original Album Series - Релиз: 13 июня 2011 - Лейбл: Warner Bros. Records - Формат: 5xCD                           | —                            | —                            | —                            | —                            | —                            | —                            | —                            | —                            | —                            | —                            | —                            | —                            | —                            | —                            | —                            |                                                                                         |
| 2012                                       | The Triple Album Collection - Релиз: 5 октября 2012 - Лейбл: Warner Bros. Records - Формат: 3xCD                   | —                            | —                            | —                            | —                            | —                            | —                            | —                            | —                            | —                            | —                            | —                            | —                            | —                            | —                            | —                            |                                                                                         |
| «—» означает, что сборник не попал в чарт. | |                              |                              |                              |                              |                              |                              |                              |                              |                              |                              |                              |                              |                              |                              |                              |                                                                                         |

## Мини-альбомы
| Год                                       | Название                                                                                      | Высшие позиции в хит-парадах | Высшие позиции в хит-парадах | Высшие позиции в хит-парадах | Высшие позиции в хит-парадах | Высшие позиции в хит-парадах | Высшие позиции в хит-парадах | Высшие позиции в хит-парадах | Высшие позиции в хит-парадах | Высшие позиции в хит-парадах | Высшие позиции в хит-парадах | Высшие позиции в хит-парадах | Высшие позиции в хит-парадах | Высшие позиции в хит-парадах | Высшие позиции в хит-парадах |
| Год                                       | Название                                                                                      | НОР                          | АВТ                          | БЕЛ                          | БЕЛ                          | ВЕЛ                          | ГЕР                          | ДАН                          | ИСП                          | НИД                          | НОЗ                          | ФРА                          | ШВА                          | ШВЕ                          | ЯПО                          |
| ----------------------------------------- | --------------------------------------------------------------------------------------------- | ---------------------------- | ---------------------------- | ---------------------------- | ---------------------------- | ---------------------------- | ---------------------------- | ---------------------------- | ---------------------------- | ---------------------------- | ---------------------------- | ---------------------------- | ---------------------------- | ---------------------------- | ---------------------------- |
| 1986                                      | 45 R.P.M. Club - Релиз: 1986 - Лейблы: Warner Bros Records, Reprise Records - Форматы: LP, CD | —                            | —                            | —                            | —                            | —                            | —                            | —                            | —                            | —                            | —                            | —                            | —                            | —                            | —                            |
| 1986                                      | A-Ha - Релиз: 1986 - Лейбл: AMIGA - Формат: LP                                                | —                            | —                            | —                            | —                            | —                            | —                            | —                            | —                            | —                            | —                            | —                            | —                            | —                            | —                            |
| 1986                                      | Twelve Inch Club - Релиз: 1986 - Лейбл: Warner Bros. Records - Форматы: LP, CD                | —                            | —                            | —                            | —                            | —                            | —                            | —                            | —                            | —                            | —                            | —                            | —                            | —                            | —                            |
| 1987                                      | Scoundrel Club - Релиз: 1987 - Лейбл: Warner Bros. Records - Формат: CD                       | —                            | —                            | —                            | —                            | —                            | —                            | —                            | —                            | —                            | —                            | —                            | —                            | —                            | —                            |
| 1988                                      | Road Club - Релиз: 25 августа 1988 - Лейбл: Warner Bros. Records - Формат: CD                 | —                            | —                            | —                            | —                            | —                            | —                            | —                            | —                            | —                            | —                            | —                            | —                            | —                            | 42                           |
| 2005                                      | Rhino Hi-Five: A-ha - Релиз: 19 июля 2005 - Лейбл: Warner Bros. Records - Формат: ЦД          | —                            | —                            | —                            | —                            | —                            | —                            | —                            | —                            | —                            | —                            | —                            | —                            | —                            | —                            |
| «—» означает, что альбом не попал в чарт. |                                                                                               |                              |                              |                              |                              |                              |                              |                              |                              |                              |                              |                              |                              |                              |                              |

## Бокс-сеты
| Год                                       | Название                                                                                                  | Максимальная позиция | Максимальная позиция | Максимальная позиция | Максимальная позиция | Максимальная позиция | Максимальная позиция | Максимальная позиция | Максимальная позиция | Максимальная позиция | Максимальная позиция | Максимальная позиция | Максимальная позиция | Максимальная позиция | Максимальная позиция |
| Год                                       | Название                                                                                                  | НОР                  | АВТ                  | БЕЛ                  | БЕЛ                  | ВЕЛ                  | ГЕР                  | ДАН                  | ИСП                  | НИД                  | НОЗ                  | ФРА                  | ШВА                  | ШВЕ                  | ЯПО                  |
| ----------------------------------------- | --- | -------------------- | -------------------- | -------------------- | -------------------- | -------------------- | -------------------- | -------------------- | -------------------- | -------------------- | -------------------- | -------------------- | -------------------- | -------------------- | -------------------- |
| 2001                                      | Minor Earth / Major Box - Релиз: 26 февраля 2001 - Лейбл: Warner Bros. Records - Формат: 3хCD             | —                    | —                    | —                    | —                    | —                    | —                    | —                    | —                    | —                    | —                    | —                    | —                    | —                    | —                    |
| 2001                                      | 3 For One Original Albums CD Box Set - Релиз: 2 октября 2001 - Лейбл: Warner Bros. Records - Формат: 3хCD | —                    | —                    | —                    | —                    | —                    | —                    | —                    | —                    | —                    | —                    | —                    | —                    | —                    | —                    |
| «—» означает, что альбом не попал в чарт. | |                      |                      |                      |                      |                      |                      |                      |                      |                      |                      |                      |                      |                      |                      |

## Синглы
| 1984                                    | «Take on Me» (оригинал)                  | 1  | —  | —  | —  | —  | —  | 1  | —  | —  | —  | —  | —  | —  | —  | —  | —  | —  |                                            |                                            |
| 1985                                    | «Take on Me»                             | —  | 1  | 1  | —  | 2  | —  | —  | 2  | 1  | 2  | 1  | 7  | 1  | 3  | 1  | 1  | 7  | Список - : Золотой - : Золотой - : Золотой | Hunting High and Low                       |
| 1985                                    | «Love Is Reason»                         | —  | —  | —  | —  | —  | —  | —  | —  | —  | —  | —  | —  | —  | —  | —  | —  | —  |                                            | Hunting High and Low                       |
| 1985                                    | «The Sun Always Shines on T.V.»          | 2  | 8  | 5  | —  | 1  | —  | 5  | 1  | 11 | 7  | 4  | 12 | 20 | 10 | 7  | 2  | 8  | Список - : Серебряный - : Серебряный       | Hunting High and Low                       |
| 1985                                    | «Train of Thought»                       | —  | —  | 22 | —  | 8  | —  | 14 | 5  | —  | —  | —  | 28 | —  | —  | —  | —  | —  |                                            | Hunting High and Low                       |
| 1986                                    | «Hunting High and Low»                   | 10 | 24 | 20 | —  | 5  | —  | 11 | 4  | 10 | —  | 9  | 25 | —  | 4  | —  | —  | —  |                                            | Hunting High and Low                       |
| 1986                                    | «I've Been Losing You»                   | 1  | 20 | 13 | —  | 8  | —  | 15 | 3  | 11 | —  | 11 | 19 | —  | 14 | 16 | 11 | —  | Список - : Серебряный                      | Scoundrel Days                             |
| 1986                                    | «Cry Wolf»                               | 2  | —  | 15 | —  | 5  | —  | 20 | 4  | 20 | —  | 12 | 10 | 50 | 35 | 27 | —  | 13 | Список - : Серебряный                      | Scoundrel Days                             |
| 1986                                    | «Maybe, Maybe»                           | —  | —  | —  | —  | —  | —  | —  | —  | —  | —  | —  | —  | —  | —  | —  | —  | —  |                                            | Scoundrel Days                             |
| 1987                                    | «Manhattan Skyline»                      | 4  | —  | 16 | —  | 13 | —  | 28 | 3  | —  | —  | 53 | —  | —  | —  | —  | —  | —  |                                            | Scoundrel Days                             |
| 1987                                    | «The Living Daylights»                   | 1  | 18 | 4  | —  | 5  | —  | 8  | 2  | 3  | 48 | 9  | 50 | —  | 21 | 8  | 3  | 5  |                                            | «Искры из глаз»                            |
| 1988                                    | «Stay On These Roads»                    | 1  | 11 | 10 | —  | 5  | —  | 7  | 2  | 4  | —  | 10 | —  | —  | 3  | 10 | 17 | 4  | Список - : Серебряный                      | Stay on These Roads                        |
| 1988                                    | «The Blood That Moves the Body»          | —  | —  | 16 | —  | 25 | —  | 23 | 11 | 27 | —  | 24 | —  | —  | —  | 29 | —  | 11 |                                            | Stay on These Roads                        |
| 1988                                    | «Touchy!»                                | —  | —  | 14 | —  | 11 | —  | 13 | 6  | 26 | —  | 13 | —  | —  | 5  | 18 | —  | —  |                                            | Stay on These Roads                        |
| 1988                                    | «You Are the One»                        | —  | —  | 22 | —  | 13 | —  | 30 | 12 | —  | —  | 56 | —  | —  | 21 | —  | —  | —  |                                            | Stay on These Roads                        |
| 1989                                    | «There's Never a Forever Thing»          | —  | —  | —  | —  | —  | —  | —  | —  | —  | —  | —  | —  | —  | —  | —  | —  | —  |                                            | Stay on These Roads                        |
| 1990                                    | «Crying in the Rain»                     | 1  | 17 | 12 | —  | 13 | —  | 6  | 8  | 14 | —  | 10 | —  | —  | 11 | 21 | —  | —  |                                            | East of the Sun, West of the Moon          |
| 1990                                    | «I Call Your Name»                       | —  | —  | —  | —  | 44 | —  | 37 | —  | 38 | —  | 38 | —  | —  | 45 | —  | —  | —  |                                            | East of the Sun, West of the Moon          |
| 1991                                    | «Early Morning»                          | —  | —  | —  | —  | —  | —  | 52 | 29 | —  | —  | —  | —  | —  | —  | —  | —  | —  |                                            | East of the Sun, West of the Moon          |
| 1991                                    | «Waiting for Her»                        | —  | —  | —  | —  | —  | —  | —  | —  | —  | —  | —  | —  | —  | —  | —  | —  | —  |                                            | East of the Sun, West of the Moon          |
| 1991                                    | «Move to Memphis»                        | 2  | —  | —  | —  | 47 | —  | 39 | 29 | —  | —  | 61 | —  | —  | —  | —  | —  | —  |                                            | Headlines and Deadlines — The Hits of A-ha |
| 1992                                    | «The Blood That Moves the Body '92»      | —  | —  | —  | —  | —  | —  | —  | —  | —  | —  | —  | —  | —  | —  | —  | —  | —  |                                            |                                            |
| 1993                                    | «Dark Is the Night»                      | 4  | —  | 45 | —  | 19 | —  | 46 | 28 | —  | 73 | —  | —  | 22 | —  | —  | —  | —  |                                            | Memorial Beach                             |
| 1993                                    | «Angel in the Snow»                      | —  | —  | —  | —  | 41 | —  | —  | —  | —  | —  | —  | —  | —  | —  | —  | —  | —  |                                            | Memorial Beach                             |
| 1993                                    | «Lie Down in Darkness»                   | —  | —  | —  | —  | —  | —  | —  | —  | —  | —  | —  | —  | —  | —  | —  | —  | —  |                                            | Memorial Beach                             |
| 1994                                    | «Shapes That Go Together»                | —  | —  | —  | —  | 27 | —  | 57 | —  | —  | —  | —  | —  | —  | —  | —  | —  | —  |                                            |                                            |
| 2000                                    | «Summer Moved On»                        | 1  | 10 | 2  | 26 | 33 | —  | 8  | —  | —  | —  | 74 | —  | —  | —  | 14 | —  | —  |                                            | Minor Earth Major Sky                      |
| 2000                                    | «Minor Earth Major Sky»                  | —  | —  | —  | —  | —  | —  | 73 | —  | —  | —  | —  | —  | —  | —  | 73 | —  | —  |                                            | Minor Earth Major Sky                      |
| 2000                                    | «Velvet»                                 | —  | —  | —  | —  | —  | —  | 48 | —  | —  | —  | —  | —  | —  | —  | 92 | —  | —  |                                            | Minor Earth Major Sky                      |
| 2000                                    | «The Sun Never Shone That Day»           | —  | —  | —  | —  | —  | —  | —  | —  | —  | —  | —  | —  | —  | —  | —  | —  | —  |                                            | Minor Earth Major Sky                      |
| 2002                                    | «Forever Not Yours»                      | 1  | 31 | —  | —  | —  | 15 | 18 | —  | 40 | —  | 82 | —  | —  | —  | 26 | 46 | —  |                                            | Lifelines                                  |
| 2002                                    | «Lifelines»                              | 18 | —  | —  | —  | —  | 19 | 32 | —  | —  | —  | —  | —  | —  | —  | —  | —  | —  |                                            | Lifelines                                  |
| 2002                                    | «Did Anyone Approach You?»               | —  | —  | —  | —  | —  | —  | 67 | —  | —  | —  | —  | —  | —  | —  | —  | —  | —  |                                            | Lifelines                                  |
| 2003                                    | «The Sun Always Shines on T.V. Live»     | —  | —  | —  | —  | —  | 9  | —  | —  | —  | —  | —  | —  | —  | —  | —  | —  | —  |                                            | How Can I Sleep with Your Voice in My Head |
| 2005                                    | «Celice»                                 | 1  | 41 | 9  | 6  | —  | —  | 21 | —  | 46 | —  | —  | —  | —  | —  | 38 | —  | —  |                                            | Analogue                                   |
| 2005                                    | «Birthright»                             | —  | —  | —  | —  | —  | —  | —  | —  | —  | —  | —  | —  | —  | —  | —  | —  | —  |                                            | Analogue                                   |
| 2006                                    | «Analogue (All I Want)»                  | 10 | —  | —  | 16 | 10 | —  | 33 | 24 | —  | —  | —  | —  | —  | —  | —  | —  | —  |                                            | Analogue                                   |
| 2006                                    | «Cosy Prisons»                           | —  | —  | —  | —  | 39 | —  | —  | —  | —  | —  | —  | —  | —  | —  | —  | —  | —  |                                            | Analogue                                   |
| 2009                                    | «Foot of the Mountain»                   | 8  | 28 | —  | —  | 66 | —  | 3  | —  | —  | —  | —  | —  | —  | —  | 33 | —  | —  |                                            | Foot of the Mountain                       |
| 2009                                    | «Nothing Is Keeping You Here»            | —  | —  | —  | —  | —  | —  | 65 | —  | —  | —  | —  | —  | —  | —  | —  | —  | —  |                                            | Foot of the Mountain                       |
| 2009                                    | «Shadowside»                             | —  | 73 | —  | —  | —  | —  | 22 | —  | —  | —  | —  | —  | —  | —  | —  | —  | —  |                                            | Foot of the Mountain                       |
| 2010                                    | «Butterfly, Butterfly (The Last Hurrah)» | 13 | —  | —  | —  | —  | —  | 22 | —  | —  | —  | —  | —  | —  | —  | —  | —  | —  |                                            | 25                                         |
| 2011                                    | «Summer Moved On (Live)»                 | —  | —  | —  | —  | —  | —  | —  | —  | —  | —  | —  | —  | —  | —  | —  | —  | —  |                                            | Ending on a High Note — The Final Concert  |
| 2015                                    | «Under the Makeup»                       | —  | —  | —  | —  | —  | —  | —  | —  | —  | —  | —  | —  | —  | —  | —  | —  | —  |                                            | Cast in Steel                              |
| «—» означает, что сингл не попал в чарт |                                          |    |    |    |    |    |    |    |    |    |    |    |    |    |    |    |    |    |                                            |                                            |

## Видеоальбомы
| Год                                       | Название | Высшие позиции в хит-парадах | Высшие позиции в хит-парадах | Высшие позиции в хит-парадах | Высшие позиции в хит-парадах | Высшие позиции в хит-парадах | Высшие позиции в хит-парадах | Высшие позиции в хит-парадах | Высшие позиции в хит-парадах | Высшие позиции в хит-парадах | Высшие позиции в хит-парадах | Высшие позиции в хит-парадах | Высшие позиции в хит-парадах | Высшие позиции в хит-парадах | Высшие позиции в хит-парадах | Высшие позиции в хит-парадах | Высшие позиции в хит-парадах | Сертификации       |
| Год                                       | Название | НОР                          | АВТ                          | БЕЛ                          | БЕЛ                          | ВЕЛ                          | ВЕН                          | ГЕР                          | ДАН                          | ИСП                          | НИД                          | НОЗ                          | РОФ                          | ФРА                          | ШВА                          | ШВЕ                          | ЯПО                          | Сертификации       |
| ----------------------------------------- | --- | ---------------------------- | ---------------------------- | ---------------------------- | ---------------------------- | ---------------------------- | ---------------------------- | ---------------------------- | ---------------------------- | ---------------------------- | ---------------------------- | ---------------------------- | ---------------------------- | ---------------------------- | ---------------------------- | ---------------------------- | ---------------------------- | ------------------ |
| 1991                                      | Headlines and Deadlines – The Hits of A-ha - Релиз: 1991 - Лейбл: Warner Bros. Records - Форматы: LD, VHS, DVD | —                            | —                            | —                            | —                            | —                            | —                            | —                            | —                            | —                            | —                            | —                            | —                            | —                            | —                            | —                            | —                            | Список - : Золотой |
| 1991                                      | A-ha — The Videos - Релиз: 1991 - Лейбл: Warner Bros. Records - Формат: DVD                                    | —                            | —                            | —                            | —                            | —                            | —                            | —                            | —                            | —                            | —                            | —                            | —                            | —                            | —                            | —                            | —                            |                    |
| 1993                                      | Live in South America - Релиз: 1993 - Лейбл: Warner Bros. Records - Формат: VHS                                | —                            | —                            | —                            | —                            | —                            | —                            | —                            | —                            | —                            | —                            | —                            | —                            | —                            | —                            | —                            | —                            |                    |
| 2001                                      | Homecoming, Live at Vallhall - Релиз: 2001 - Лейбл: Warner Bros. Records - Форматы: VHS, DVD                   | —                            | —                            | —                            | —                            | —                            | —                            | —                            | —                            | —                            | —                            | —                            | —                            | —                            | —                            | —                            | —                            |                    |
| 2011                                      | Ending on a High Note - Релиз: 2011 - Лейбл: Universal Music. - Форматы: DVD, Blu-ray                          | —                            | —                            | —                            | —                            | —                            | 6                            | —                            | —                            | —                            | —                            | —                            | 5                            | —                            | —                            | —                            | —                            |                    |
| «—» означает, что альбом не попал в чарт. | |                              |                              |                              |                              |                              |                              |                              |                              |                              |                              |                              |                              |                              |                              |                              |                              |                    |

## Демо
| Год  | Название       | Комментарии |
| ---- | -------------- | --- |
| 2004 | The Demo Tapes | Включает в себя неизданные песни и демо-версии уже существующих композиций A-ha, а также биографию коллектива The Swings of Swings. |

## Видеоклипы
| Год  | Название                                   | Режиссёр(ы)                       |
| ---- | ------------------------------------------ | --------------------------------- |
| 1984 | «Take on Me» (оригинал)                    |                                   |
| 1985 | «Take on Me»                               | Стив Бэррон                       |
| 1985 | «The Sun Always Shines on T.V.»            | Стив Бэррон                       |
| 1985 | «Train of Thought»                         | Стив Бэррон                       |
| 1986 | «Hunting High and Low»                     | Стив Бэррон                       |
| 1986 | «I’ve Been Losing You»                     | Одд Эрвид Стромстед               |
| 1986 | «Cry Wolf»                                 | Стив Бэррон                       |
| 1987 | «Manhattan Skyline»                        | Стив Бэррон                       |
| 1987 | «The Living Daylights»                     | Стив Бэррон                       |
| 1988 | «Stay on These Roads»                      | Энди Морахэн                      |
| 1988 | «The Blood That Moves the Body»            | Энди Морахэн                      |
| 1988 | «Touchy!»                                  | Кевин Молони                      |
| 1988 | «You Are the One»                          | Дэймон Хиз                        |
| 1988 | «There’s Never a Forever Thing»            | Лорен Савой                       |
| 1990 | «Crying in the Rain»                       | Стив Бэррон                       |
| 1990 | «I Call Your Name»                         | Лорен Савой                       |
| 1991 | «Sycamore Leaves»                          | Одд Эрвид Стромстед               |
| 1991 | «Early Morning»                            | Лорен Савой                       |
| 1991 | «Move to Memphis»                          | Эрик Иферган                      |
| 1992 | «I’ve Been Losing You» (Версия 2)          | Кнут Брай                         |
| 1993 | «Dark is the Night»                        | Эрик Иферган                      |
| 1993 | «Angel in the Snow»                        | Говард Гринхол                    |
| 1994 | «Shapes That Go Together»                  | Барри Магуайр                     |
| 2000 | «Summer Moved On»                          | Адам Берг                         |
| 2000 | «Minor Earth Major Sky»                    | Филипп Штёльцль                   |
| 2000 | «I Wish I Cared»                           | Хенрик Хауген & Магне Фурухольмен |
| 2000 | «Velvet»                                   | Харольд Цварт                     |
| 2002 | «Forever Not Yours»                        | Харольд Цварт                     |
| 2002 | «Lifelines»                                | Мортен Скаллеруд                  |
| 2003 | «Did Anyone Approach You?»                 | Лорен Савой                       |
| 2003 | «The Sun Always Shines on T.V.» (Версия 2) | Лорен Савой                       |
| 2005 | «Celice»                                   | Йорн Хайтманн                     |
| 2006 | «Analogue (All I Want)»                    | Говард Гринхол                    |
| 2006 | «Cosy Prisons»                             | Пол Гор                           |
| 2009 | «Foot of the Mountain»                     | Олаф Хайне                        |
| 2009 | «Shadowside»                               | Уве Фладе                         |
| 2009 | «Nothing Is Keeping You Here»              | Уве Фладе                         |
| 2010 | «Butterfly, Butterfly (The Last Hurrah)»   | Стив Бэррон                       |
| 2011 | «Summer Moved On (Live)»                   | Мэтт Эскем                        |
| 2011 | «Stay on These Roads (Live)»               | Мэтт Эскем                        |

## Саундтреки
| Год  | Фильм                     | Альбом                                                    | Песня                   |
| ---- | ------------------------- | --------------------------------------------------------- | ----------------------- |
| 1987 | «Искры из глаз»           | The Living Daylights (Original Motion Picture Soundtrack) | «The Living Daylights». |
| 1997 | «Убийство в Гросс-Пойнте» | Grosse Pointe Blank (More Music From The Film)            | «Take on Me».           |
| 2001 | «Ночь в баре Маккула»     | One Night At McCool's — Songs From The Motion Picture     | «Velvet».               |

## Другое
| Год  | Название                                                                                       | Песня            |
| ---- | ---------------------------------------------------------------------------------------------- | ---------------- |
| 2007 | The Amnesty International Campaign to Save Darfur - Лейбл: Warner Bros. Records - Формат: 2xCD | «Number 9 Dream» |